# Paróquia Santo Antônio (Mesquita)
A Paróquia Santo Antônio é uma circunscrição eclesiástica católica brasileira sediada no município de Mesquita, no interior do estado de Minas Gerais. Faz parte da Diocese de Itabira-Fabriciano, estando situada na Região Pastoral III. Foi criada em 14 de abril de 1941.